# Ла-Вілуенья
Ла-Вілуенья (ісп. La Vilueña) — муніципалітет в Іспанії, у складі автономної спільноти Арагон, у провінції Сарагоса. Населення — 114 осіб (2010).
Муніципалітет розташований на відстані близько 190 км на північний схід від Мадрида, 80 км на південний захід від Сарагоси.

## Демографія
Динаміка населення (INE ):